# Physicians for Human Rights
Physicians for Human Rights (soit « Médecins pour les droits humains ») est une organisation non gouvernementale créée en 1986, qui documente et plaide contre les atrocités de masse et les graves violations des droits humains dans le monde, en lien avec la médecine. Elle utilise les compétences et la crédibilité uniques des professionnels de santé pour défendre les agents de santé victimes de persécutions, dénoncer les attaques contre les établissements de santé,, prévenir la torture, documenter les crimes de guerre et atrocités de masse, dénoncer les entraves dans l'accès aux soins, demander l'interdiction des mines anti-personnel et pour que les responsables de violations des droits humains doivent répondre de leurs actes devant la justice.